# Tambobamba
A cidade peruana de Tambobamba é a capital da Província de Cotabambas, situada no Departamento de Apurímac, pertencente a Região de Apurímac, Peru.